# Digital Monster Ver. S: Digimon Tamers
Digital Monster Ver. S: Digimon Tamers (デジタルモンスターVer.S～デジモンテイマーズ, Dejitaru Monsutā Ver.S ~ Dejimon Teimāzu) é um jogo eletrônico de simulação de vida desenvolvido pela TOSE e publicado pela Bandai. Ele foi lançado exclusivamente para o Japão em 23 de setembro de 1998 para o console Sega Saturn. É o  primeiro jogo da franquia Digimon e apresenta uma jogabilidade muito semelhante ao do Digital Monster, mas com gráficos aprimorados, além de permitir que o jogador crie vários Digimons ao mesmo tempo. Foi desenvolvido como uma versão do bichinho virtual para console.

## Jogabilidade
Digital Monster Ver. S: Digimon Tamers é um simulador de vida. A jogabilidade é semelhante a um bichinho virtual Digimon, com o diferencial de poder criar até quatro Digimons ao mesmo tempo e possuir algumas novidades, como uma loja com vários alimentos e itens. A interface permite que você pressione alguns botões no gamepad para alimentar e treinar seu Digimon, satisfazendo-o adequadamente e limpando o local onde vive de suas necessidades fisiológicas para evitar que adoeça. Existe um relógio interno, que pode ser controlado por meio de um indicador específico, que se mostrará fundamental na maioria das situações, pois facilitará o entendimento de quando será adequado ou não realizar determinadas atividades. Por exemplo, à noite, a criatura deve dormir, para que seu nível de saúde não se deteriore. O jogador também tem a possibilidade de usar a rede para enviar e receber e-mails contendo informações e conselhos importantes sobre a continuação do jogo. A rede também pode ser usada para enviar Digimon para redes conectadas ao redor do mundo, recebendo assim itens especiais. Além disso, há também uma loja onde você pode comprar artigos dedicados ao seu monstro digital e um instituto de pesquisa que mostrará todas as informações sobre as criaturas.
O jogo começa com um Botamon que evoluirá rapidamente para Koromon e depois continuará seu ciclo evolutivo com um período de tempo mais longo. Para passar para as próximas etapas, será necessário criar a criatura da melhor maneira, submetendo-a a treinamento na forma de um mini-jogo, tratando-a de qualquer doença e fazendo-a lutar contra os inimigos. As batalhas acontecem no Coliseu Virtual onde você terá a oportunidade de acessar determinadas áreas em dias específicos da semana. Na segunda-feira você pode ir a uma área destinada a especialistas em Digimon em combate aéreo, na quinta-feira será a vez de uma planície onde você poderá conhecer os melhores expoentes do continente enquanto no sábado você poderá ir a uma caverna onde eles serão conduzidos pelo Numemon. Há também uma quarta área que pode ser visitada, a arena, que pode ser acessada a qualquer momento que desejar. Se você conseguir derrotar cinco Digimons de uma determinada área, você dominará essa área e receberá uma medalha como recompensa.
O objetivo do jogo é aumentar o seu Digimon levando-o do estágio de ovo para o estágio de Campeão ou Perfeito (Ultimate), enquanto também tenta ganhar pontos na Ilha Arquivo. No entanto em condições aleatórias aparecerão alguns inimigos chamados "Hackers" que tentarão roubar o jogador e usarão seus Digimons para atacá-lo; se eles forem derrotados, você poderá obter um item para usar no laboratório. Uma diferença importante em relação ao bichinho virtual Digimon é a possibilidade de gerenciar vários Digimons ao mesmo tempo, que serão colocados em diferentes pastas e que alertará o jogador para precisar dele através de um efeito sonoro que permitirá que ele seja notado.

### Combate
Digital Monster Ver. S usa um sistema de batalha semelhante a um v-pet, já que os Digimons atacam automaticamente, porém existem algumas diferenças. Os Digimons lutam por turnos, e cada um atacará quando a barra de turnos estiver cheia; a barra enche mais rápido com uma estatística de alta velocidade. Existem dois tipos de ataque que são escolhidos aleatoriamente pelo jogo: o físico e o de longa distância. Quando um Digimon erra um ataque físico, há uma chance de o outro fazer um contra-ataque. Em vez de pressionar um botão no início do combate, o jogador deve pressionar continuamente os botões A, B e C rapidamente durante toda a luta para preencher uma barra de energia. Uma vez que esta barra é preenchida, o jogador pode pressionar um único botão uma vez para ativar um efeito. São três efeitos: ataque crítico (A), ataque extra (B) e próximo ataque sem falhas (C).

## Sinopse

### Mundo
Digital Monster Ver. S: Digimon Tamers se passa no Mundo Digital, que é dividida em sete áreas: Demon's Valley, File Island, Folder Continent, Forest of the Gods, Server Continent, Trash Hole e WWW Continent. O jogo ocorre especificamente em File Island, uma ilha enorme dividida em áreas menores com paisagens muito diferentes que foi invadida por Hackers. Para trazer a paz a ilha, o protagonista deve usar seu Digimon, através de seu computador, para derrotar os invasores. Para isso, ele deve vencer os cinco torneios: Céu, Grama, Água, Caverna e Arena.

### Personagens
O único personagem jogável de Digital Monster Ver. S: Digimon Tamers não possui nome, ele é conhecido apenas por Protagonista, e não aparece fisicamente, exceto no final da abertura, pegando cinco medalhas, já que o jogo é apresentado como uma narrativa em primeira pessoa ambientada na tela de seu computador. Em sua jornada ele luta contra um grupo de Hackers, liderado pela Female Boss, formado por Pirate Hacker, Funky DJ Hacker, Superhero Hacker, Mad Scientist, Money Hacker e um subgrupo chamado Mook Hackers, que são uma paródia de Shocker Combatmen de Kamen Rider, formado por Masayuki Yasuda, Masayoshi Tasumi, Kazuya Fujimoto, Ryumya Fujii, Yasuhiro Kaneshige e um que não tem seu nome revelado.
Dentre os personagens do fórum estão Ganchi, JONNY, Gotch, Mitsukun, Yuri, Hiroshi GT, Yassan, TOSHI, Takuboku, Kyou, Taka, Megane, Honoka, Bacchus, Rook e Makoto. Além disso, existem os Digimons parceiros dos Hackers e dos usuários do fórum; e os monstros que você batalha no coliseu.

## Recepção
No momento do lançamento, os quatro revisores da revista Famitsu deram uma pontuação de 27/40. A revista Sega Saturn deu uma nota 7 de 10.

## Legado
Digital Monster Ver. S: Digimon Tamers foi o primeiro jogo de Digimon e afetou a franquia e outros jogos da série de diversas maneiras. Catorze digimons foram criados durante o desenvolvimento de Digital Monster Ver. S são eles: Angewomon, Ebidramon, Evilmon, Gesomon, Gokimon, Gorimon, Holydramon, Lady Devimon, Mamom, Mechanorimon, Minotaurmon, Saber Leomon, Shakomon e Tailmon.
O jogo teve impacto nas duas principais séries: World e Story. Os sons dos digimon presentes no jogo foram reutilizados em Digimon World, além do plot dos Hackers terem perpetuado pelos jogos, principalmente na duologia Cyber Sleuth.